# Nahum Melvin-Lambert
Nahum Beres Job Melvin-Lambert (Londra, 21 ottobre 2002) è un calciatore santaluciano, attaccante del Bishop's Stortford e della nazionale santaluciana.

## Carriera

### Club
Ha giocato nei settori giovanili del Reading, con cui ha anche esordito tra i professionisti, giocando una partita in FA Cup e 2 partite in Coppa di Lega. Successivamente ha giocato in prestito nella prima divisione irlandese al St Patrick's (con cui ha anche vinto una Coppa d'Irlanda) e con vari club nella sesta divisione inglese.

### Nazionale
Nel 2023 ha esordito in nazionale.

## Palmarès

### Club

#### Competizioni nazionali
- FAI Cup: 1

St Patrick's Athletic: 2021